# Iredalea subtropicalis
Iredalea subtropicalis é uma espécie de gastrópode do gênero Iredalea, pertencente a família Drilliidae.